# Битва за Кавказ (1942—1943)
Битва за Кавказ (25 июля 1942 — 9 октября 1943) — ряд сражений советских войск против армий нацистской Германии, Румынии и Словакии в регионе Северного Кавказа во время Великой Отечественной войны. Делится на два этапа: наступление немецко-румынских войск (25 июля — 31 декабря 1942) и контрнаступление советских войск (1 января — 9 октября 1943).
Осенью 1942 года немецко-румынские войска заняли большую часть Кубани и Северного Кавказа, однако после поражения под Сталинградом в феврале 1943 года были вынуждены отступить из-за угрозы окружения.
В 1943 году советскому командованию не удалось ни окружить немецко-румынские части на Кубани, ни нанести им решительного поражения: танковые части вермахта (1-я танковая армия) были выведены с Кубани на Украину в январе 1943, а пехотные (17-я армия) были вывезены с Таманского полуострова в Крым 9 октября того же года.

## Предшествующие события
К июню 1942 года советский фронт на южном участке был ослаблен из-за провала весеннего наступления под Харьковом. Этим обстоятельством не преминуло воспользоваться немецкое командование.
28 июня 4-я танковая армия вермахта под командованием Г. Гота прорвала фронт между Курском и Харьковом и устремилась к Дону (См. карту Июнь — ноябрь 1942). 3 июля был частично занят Воронеж, и войска С. К. Тимошенко, защищавшие направление на Ростов оказались охваченными с севера. Только пленными РККА потеряла на данном участке более 200 тыс. человек. 4-я танковая армия, пройдя с боями за десять дней около 200 км, стремительно продвинулась на юг между Донцом и Доном. 23 июля пал Ростов-на-Дону — путь на Кавказ был открыт.

## Планы немецкого командования
Прорыв советского фронта под Харьковом и последующее взятие Ростова-на-Дону открыли перед Гитлером не только реальную перспективу выхода в Закавказье к бакинской нефти, но и возможность захватить Сталинград — важнейший транспортный узел и крупный центр военной промышленности. В немецких источниках данное наступление называется «Синий План» (нем. Fall Blau).

### Кавказ

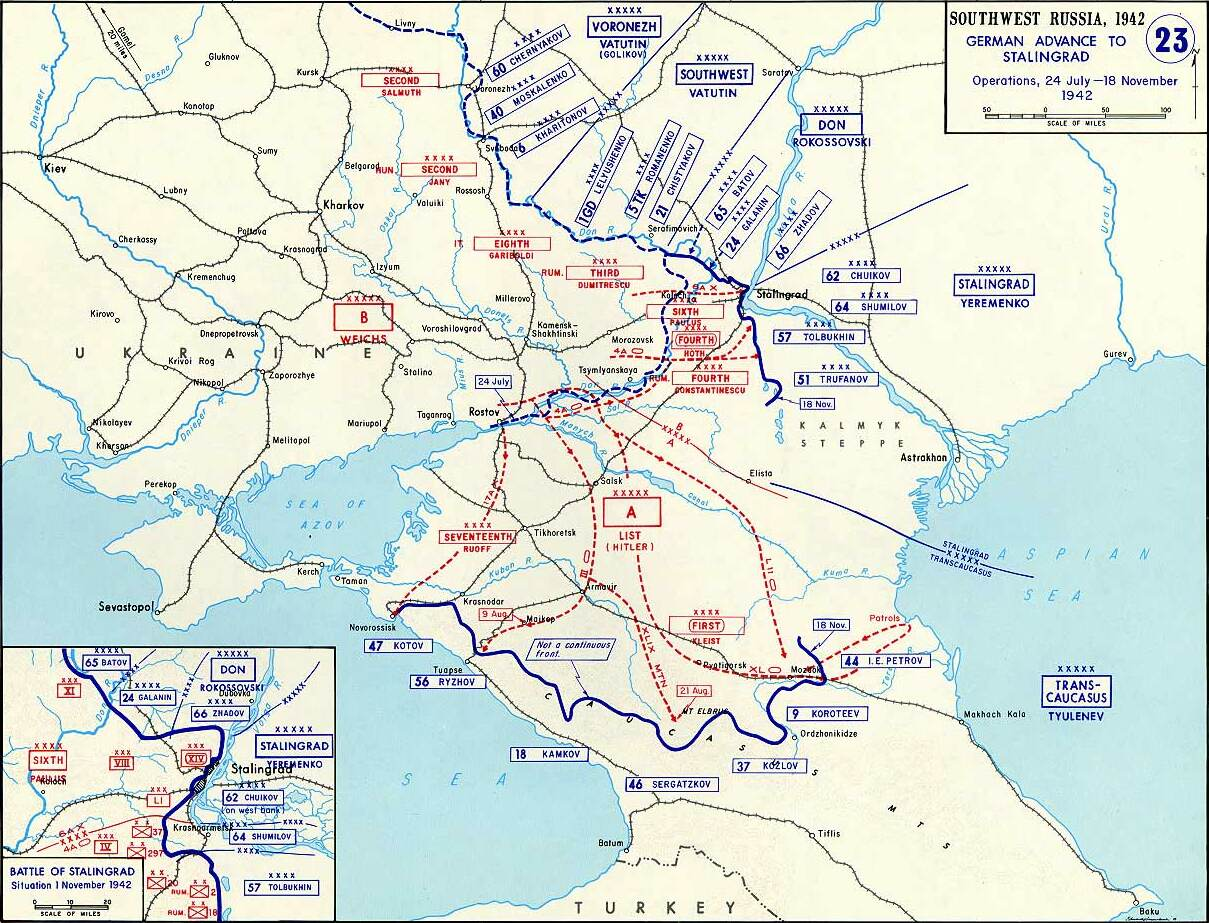
Немецкое наступление: июнь — ноябрь 1942

Баку и Северный Кавказ были основным источником нефти для всей экономики СССР. После потери Украины резко выросло значение Кавказа и Кубани как источника зерна. Здесь же находились запасы стратегического сырья, например: Тырныаузское месторождение вольфрамо-молибденовой руды. Потеря Кавказа могла бы оказать заметное влияние на общий ход войны против СССР, поэтому Гитлер выбрал именно это направление в качестве основного. Группа армий, созданная для наступления на Кавказ, получила код «A».
В задачу группы «A» входило: окружить и уничтожить южнее и юго-восточнее Ростова-на-Дону войска Южного фронта, отошедшие за реку Дон, и овладеть Северным Кавказом; затем предполагалось обойти Большой Кавказ одной группой с запада, захватив Новороссийск и Туапсе, а другой группой — с востока, овладев нефтеносными районами Грозного и Баку. Одновременно с обходным манёвром намечалось преодоление Водораздельного хребта в его центральной части по перевалам и выход в Грузию. После предполагаемой победы под Сталинградом, подготовка плацдарма для ведения боевых действий против Великобритании на Ближнем Востоке.
Немецкое командование принимало во внимание, что многие терские казаки, казачье население Кубани и горское население Северного Кавказа враждебно относились к советской власти. В Чечне антисоветские мятежи начались ещё с февраля 1940 года под руководством Хасана Исраилова и активизировались после поражений Красной Армии в 1941—1942 гг. В дальнейшем предположения немцев подтвердились — на Кавказе было сформировано несколько казачьих и горских соединений, воевавших на стороне немцев.
Ряд источников ставит под сомнение достоверность официальных цифр, связанных с антисоветской деятельностью на Кавказе и их обоснованием, поскольку они разнятся в разных документах разных организаций. Кроме того, в этих документах отмечается тенденция подгонять цифры под заранее запланированные результаты. Реальная численность банды Исраилова, включая внедрённых в её состав агентов НКВД, никогда не превышала 14 человек. По мнению ряда историков, ситуация с «широким антисоветским движением» в Чечено-Ингушетии являлась лишь грандиозной игрой органов советской госбезопасности. В пользу этого объяснения говорит и тот факт, что руководители местных спецслужб, якобы поддерживавшие бандитов и резко критикуемые республиканскими партийными органами за бездействие, получали благодарности, ордена и чины от центрального руководства. Нарком НКВД Чечено-Ингушской АССР Султан Албогачиев за год с небольшим получил боевой орден, внеочередное звание и в 1943 году был переведён на работу в Москву. Все недовольные советской властью, контактировавшие с Исраиловым, рано или поздно попадали в руки НКВД. Хасуха Магомадов, примкнувший к группе Исраилова, вскоре заметил эту закономерность. После ликвидации очередной группы немецких парашютистов он тайно покинул банду и до самой своей гибели в 1976 году действовал самостоятельно.

### Сталинград
После падения Ростова-на-Дону сообщение Кавказа с районами Европейской России было возможно только морем через Каспий и Волгу и по железной дороге Сальск — Сталинград. Немецкое командование полагало, что, перерезав эти коммуникации, сможет быстро установить контроль над Кавказом и лишить СССР важнейших ресурсов. Для решения этой задачи предполагалось нанести удар в направлении на Сталинград. Для наступления на Сталинград была создана группа армий «B» под командованием фельдмаршала фон Вейхса. До ноября 1942 Сталинградское направление считалось вспомогательным по отношению к наступлению на Кавказ.

### Стратегический просчёт Гитлера
По мнению некоторых историков, разделение стратегических направлений в условиях ограниченных военных сил было ошибочным и привело к распылению немецких войск, в конечном счёте, к провалу как Сталинградского, так и Кавказского плана наступлений.

## Расстановка сил в 1-м этапе битвы

### СССР
- Южный фронт (командующий — Р. Я. Малиновский). В него входили 9-я армия, 12-я армия, 18-я армия, 24-я армия, 37-я армия, 51-я армия и 56-я армия. Авиационную поддержку оказывала 4-я воздушная армия. На 25 июля фронт насчитывал 112 тыс. человек, 121 танк, 2160 орудий и миномётов. 28 июля 1942 фронт был объединён с Северо-Кавказским фронтом, 51-я армия передана Сталинградскому фронту.
- Северо-Кавказский фронт (командующий — С. М. Будённый). В него входили 47-я армия, 1-й отдельный стрелковый корпус и 17-й кавалерийский корпус. Авиационную поддержку оказывала 5-я воздушная армия. 28 июля в состав фронта были включены войска Южного фронта, кроме 51-й армии. 4 сентября 1942 фронт был расформирован, его войска переданы Закавказскому фронту.
- Закавказский фронт (командующий — И. В. Тюленев). В него входили к началу сражения 44-я армия, 45-я армия, 46-я армия и 15-й кавалерийский корпус. Авиация фронта состояла из 14 авиационных полков. В начале августа 1942 фронту были переданы 9-я, 24-я (28 августа расформирована) и 37-я армия из Северо-Кавказского фронта. 30 августа была сформирована 58-я армия. В начале сентября фронту были переданы 12-я, 18-я, 56-я и 58-я армии из расформированного Северо-Кавказского фронта. 20 сентября 12-я армия расформирована.
- Черноморский флот (командующий — Ф. С. Октябрьский). К началу сражения он состоял из эскадры Черноморского флота, 1-й и 2-й бригад подводных лодок, 1-й и 2-й бригад торпедных катеров, бригады траления и заграждения, дивизиона канонерских лодок, военно-воздушных сил и Азовской военной флотилии[16].

### Германия и союзники
Для наступления на Кавказ из состава группы армий «Юг» была выделена группа армий «A» в составе:
- 1-я танковая армия (Клейст)
- 17-я армия (Руофф)
- 3-я румынская армия

Первоначально планировалось включить в состав группы 4-ю танковую армию Германа Гота и 11-ю армию Манштейна, которая после завершения осады Севастополя располагалась в Крыму, однако она так и не попала на Кавказ (за исключением частей 42-го армейского корпуса), а была переброшена на север для наступления на Ленинград. 4-я танковая армия, оставив один танковый корпус в составе группы армий «A», была переброшена под Сталинград. 3-я румынская армия была также вскоре переброшена под Сталинград. Таким образом, наступление на Кавказ вели 1-я танковая и 17-я полевая армии вермахта, а также 1-й румынский армейский корпус и кавалерийский корпус.
Вначале командование группой было поручено фельдмаршалу Листу. Однако уже через месяц Гитлер, недовольный темпами наступления, взял командование на себя. Руководство Гитлера, находившегося в своей ставке в Растенбурге, было лишь номинальным, текущими вопросами занимался бывший начальник штаба Листа, Ганс фон Грейфенберг. В конце ноября, когда стало ясно, что основные события разворачиваются не на Кавказе, а в Сталинграде, командование группой было передано командующему 1-й ТА фон Клейсту. Командование 1-й ТА перешло к ген.-полк. фон Макензену.
Авиационную поддержку оказывал 4-й воздушный флот Люфтваффе.

## Хронология 1-го этапа
- 3 августа — пал Ворошиловск
- 7 августа — пал Армавир
- 10 августа — пал Майкоп
- 12 августа — пали Краснодар и Элиста
- 21 августа — на Эльбрусе подразделением 1-й горнопехотной дивизии вермахта «Эдельвейс» установлено знамя Нацистской Германии
- 25 августа — пал Моздок
- 11 сентября — захвачена большая часть Новороссийска, за исключением восточной окраины города.
- конец сентября 1942 — немецкое наступление остановлено в районе Малгобека

## Немецко-румынское наступление

### Первый месяц битвы

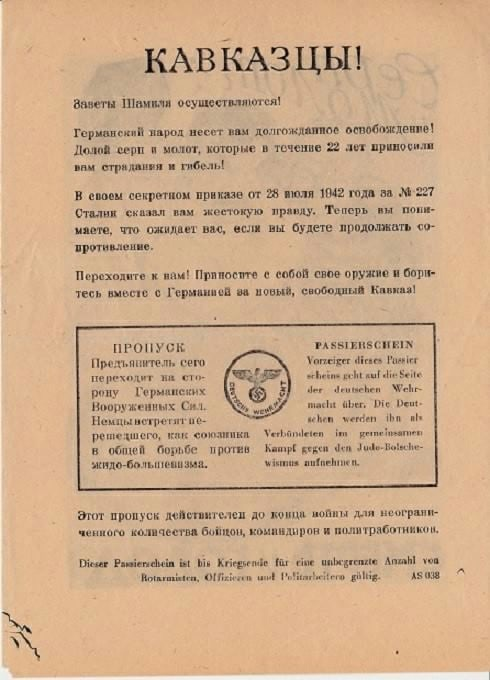
Немецкая агитационная листовка для кавказцев

Заняв Ростов-на-Дону 23 июля 1942, группа армий «A» начала наступление на Кубань. Самый мощный удар немцы нанесли силами 1-й и 4-й танковых армий по левому флангу Южного фронта, где оборонялись советские 51-я и 37-я армии. Советские армии, понеся большие потери, отступили. В полосе 18-й советской армии немецкие войска прорвались к Батайску, однако в полосе 12-й советской армии дело для них обстояло хуже, и они так и не смогли в первый день форсировать Дон. 26 июля 18-я и 37-я советские армии, усиленные двумя дивизиями, попытались нанести контрудар, чтобы восстановить положение на Дону, однако эта попытка закончилась безрезультатно.
В результате уже в первые два дня боёв для советских сил резко ухудшилось положение во всей полосе действий Южного фронта. Создалась реальная угроза прорыва немцев в район Сальска. При его успешном развитии, немецкие войска получали возможность рассечь Южный фронт на две части и открыть путь своей танковой группировке для выхода в тыл основным силам советских войск, которые продолжали удерживать позиции южнее Ростова. Чтобы не допустить этого, советское командование приказало в ночь на 28 июля отвести соединения левого крыла фронта на рубеж, проходивший по южному берегу реки Кагальник и Манычскому каналу. Немецкие войска под прикрытием больших сил авиации переправили на левый берег Дона соединения семи корпусов, где было создано подавляющее превосходство, особенно в танковых силах и артиллерии. Войска Южного фронта не смогли организованно отойти на указанные им рубежи. Постепенный отход превратился в бегство. Немецкие войска, не встречая серьёзного сопротивления, начали стремительно продвигаться вглубь кубанских степей.
28 июля Южный фронт был расформирован, а его войска переданы Северо-Кавказскому. Фронту была поставлена задача любыми средствами остановить наступление противника и восстановить положение по южному берегу Дона. Северо-Кавказский фронт был разделён на две оперативные группы: Донскую (51-я армия, 37-я армия, 12-я армия и 4-я воздушная армия), которая прикрывала ставропольское направление, и Приморскую (18-я армия, 56-я армия, 47-я армия, 1-й стрелковый корпус, 17-й кавалерийский корпус и 5-я воздушная армия при поддержке Азовской военной флотилии), которая оборонялась на краснодарском направлении. 9-я и 24-я армии были отведены в район Нальчика и Грозного. 51-я армия была передана Сталинградскому фронту. Одновременно, немецкое командование передало 4-ю танковую армию в состав группы армий «B».
2 августа 1942 немецкие войска возобновили наступление на Сальск, которое развивалось успешно, и уже 3 августа они с ходу и практически без сопротивления захватили Ворошиловск (прежнее наименование Ставрополя), а 5 августа — Невинномысск. Расчленённая на части 37-я армия с большими потерями отошла за реки Калаус и Янкуль, а 12-я армия была передана в состав Донской группы.
На краснодарском направлении части 17-й немецкой армии не смогли сразу прорвать оборону 18-й и 56-й армии. Советские войска попытались ответить контрударом, однако вскоре вынуждены были отступить за левый берег Кубани.
6 августа 17-я немецкая армия возобновила наступление на Краснодар. После боёв с 56-й армией немцам 12 августа удалось взять город. 10 августа с Азовского побережья эвакуировалась Азовская военная флотилия. Немецкое командование, воспользовавшись выгодной для себя обстановкой, решило окружить советские войска южнее Кубани. 6 августа 1-я немецкая танковая армия захватила Армавир, 9 августа — Майкоп и продолжала наступать на туапсинском направлении. 12 августа немцы заняли Белореченскую, а 13 августа — Тверскую. К 15 — 17 августа наступление немецких войск было остановлено на рубеже Самурская, Хадыженская, южнее Ключевой и Ставропольской. Советским войскам удалось остановить 17-ю армию и не дать ей прорваться к Туапсе.
В итоге, в ходе первого этапа наступления (25 июля — 19 августа) немецким войскам частично удалось выполнить поставленные перед ними задачи — нанести крупное поражение советским войскам, захватить большую часть Кубани и Ставрополья; 1-я ТА продвинулась на восток вдоль северной стороны Кавказского хребта до Моздока. Советские войска смогли организовать сопротивление противнику только на подступах к Туапсе.

## Бои за Новороссийск, Малгобек и Кавказский хребет

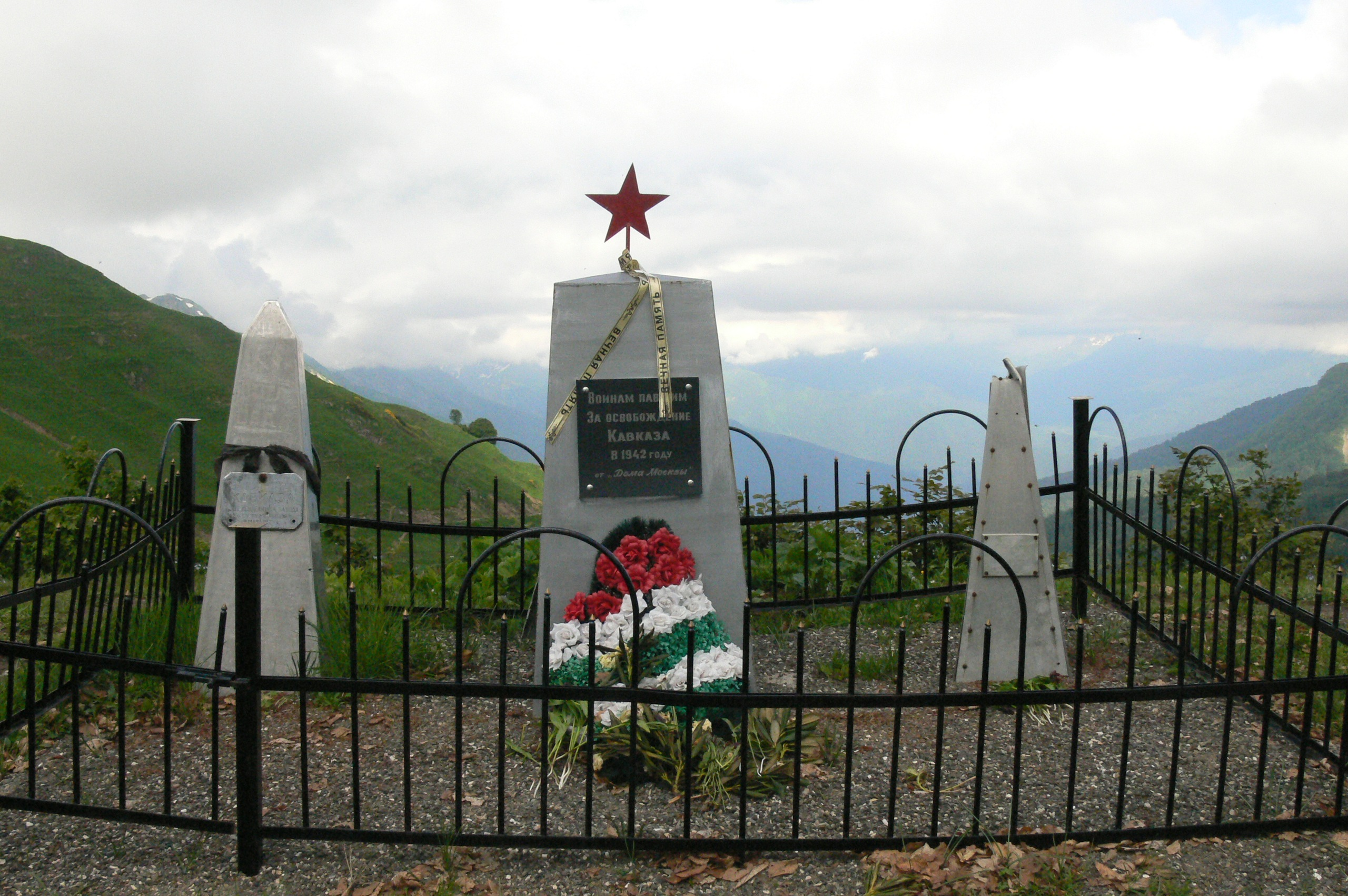
Памятник защитникам на перевале Пыв

Для усиления войск на Кавказе с 1 по 12 августа советское командование произвело перегруппировку Закавказского фронта. Войска 44-й армии из района Махачкалы, Баку были выдвинуты к оборонительным рубежам на реках Терек, Сулак и Самур. В то же время, на рубеж Терека и Уруха с советско-турецкой границы и с Черноморского побережья были переброшены 5 стрелковых дивизий, 1 танковая бригада, 3 стрелковых бригады, три артиллерийских полка, бронепоезд и несколько других частей. Одновременно с организацией перегруппировки, для усиления войск Закавказского фронта из резерва Ставки выделялись значительные силы. С 6 августа по сентябрь Закавказский фронт получил 2 гвардейских стрелковых корпуса и 11 отдельных стрелковых бригад.
19 августа на новороссийском направлении немецкая 17-я армия перешла в наступление, нанося главный удар по Новороссийску и Анапе и вспомогательные удары по Темрюку и Таманскому полуострову. Советская 47-я армия, уступая в силах, смогла отразить наступление и к 25 августа отбросить противника. 28 августа немецкие войска возобновили наступление на этом направлении и 31 августа захватили Анапу, в результате чего части морской пехоты, оборонявшие Таманский полуостров, оказались отрезанными от основных сил 47-й армии, а корабли Азовской военной флотилии были вынуждены прорываться в Чёрное море. 11 сентября части 17-й армии, захватив большую часть Новороссийска, были остановлены на юго-восточной окраине города. В новом наступлении, предпринятом с 19 по 26 сентября, была практически полностью уничтожена 3-я румынская горнострелковая дивизия. Из-за больших потерь 26 сентября немецкие войска перешли к обороне под Новороссийском, продолжавшейся более года.
23 августа немецкие войска перешли в наступление на Моздок, одновременно 23-я немецкая танковая дивизия нанесла удар на Прохладный и 25 августа захватила его. Дальнейшие попытки наступления вдоль железной дороги Прохладный — Орджоникидзе успеха не принесли. Утром 2 сентября немцы приступили к форсированию Терека в районе Моздока. Захватив небольшой плацдарм на южном берегу реки, немецкие войска в ночь на 4 сентября нанесли сильный удар, и продвинулись на 10 км южнее Моздока. Однако при этом они несли большие потери, особенно в результате действий советской авиации (4-й воздушной армии).
24 сентября немецкие войска, усилив моздокскую группировку 5-й танковой дивизией СС «Викинг», снятой с туапсинского направления, перешли в наступление через Эльхотовские ворота (по долине вдоль Терека) в направлении Орджоникидзе и вдоль железной дороги Прохладный — Грозный по долине реки Сунжа на Грозный. К 29 сентября после 4-х дней упорных боёв немецкие войска захватили посёлок Терек, Плановское, Эльхотово, Илларионовку, однако дальше Малгобека продвинуться не смогли и были вынуждены перейти к обороне.
Одновременно с боями на грозненском и новороссийском направлениях в середине августа начались ожесточённые бои частей 46-й армии Закавказского фронта на перевалах Главного Кавказского хребта, где против них действовал немецкий 49-й горный армейский корпус и две румынские горнострелковые дивизии. К середине августа части 1-й немецкой горнопехотной дивизии подошли к Клухорскому перевалу и к Эльбрусу, где 21 августа немецкие альпинисты водрузили нацистский флаг. В начале сентября немецкие войска также захватили марухские и санчарские перевалы.
Поскольку выяснилось, что для успешного противостояния в горах немецким войскам 49-го горнопехотного корпуса необходимо значительное количество специально подготовленных к горным условиям подразделений, в конце августа 1942 года по приказу командующего Закавказским фронтом генерала армии И. В. Тюленева началась организация отдельных горнострелковых отрядов.

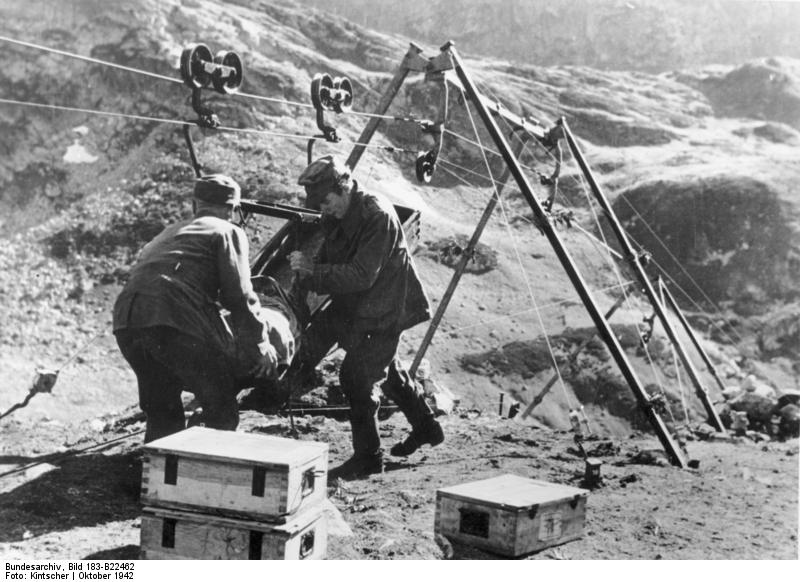
Немецкие горные егеря осуществляют переброску грузов с помощью канатной дороги
(октябрь 1942 года).

В ходе второго этапа немецкого наступления (19 августа — 29 сентября), несмотря на ряд неудач, в целом советским войскам удалось остановить наступления немецких войск и не дать им прорваться в Закавказье. Соотношение сил также постепенно улучшалось в пользу советских войск.

## Остановка наступления немецко-румынских войск

### Подготовка к обороне Закавказья

27 августа 1942 года новым командующим войсками 46-й армии Закавказского фронта был назначен генерал-майор К. Н. Леселидзе.
На перевалах Главного Кавказского хребта решалась тогда судьба народов Ближнего Востока и Азии.
Авиация фронта получила задачу вести ежедневную разведку с воздуха всех перевалов через Главный Кавказский хребет и дорог, ведущих к ним с севера.
Были приняты меры и по устройству заграждений на важнейших перевальных маршрутах, выводящих к побережью Чёрного моря. На Военно-Осетинской и Военно-Грузинской дорогах начались работы по подготовке обрушения скал, разрушению дорог и их затоплению. Кроме системы заграждений, вдоль этих дорог строилась система оборонительных сооружений — узлов обороны, опорных пунктов, дотов и дзотов, окопов и противотанковых рвов. На основных направлениях и дорогах создавались комендатуры, имевшие резервы сапёрных сил, средств и снабжённые радиостанциями.
Для противодействия обходам противника формировались специальные отряды силой до роты с сапёрным отделением, которые выдвигались на возможные направления обходного манёвра. С этой же целью подрывались тропы, которые не прикрывались войсками. Срочно создавались отдельные горнострелковые отряды, каждый в составе роты — батальона.
В сентябре 1942 года обстановка на Кавказе постепенно стала меняться в пользу советских войск. Этому способствовали также неудачи немцев и их союзников под Сталинградом. Немецкое командование, не имея дополнительных резервов, уже не могло наступать одновременно по всему фронту и приняло решение нанести последовательные удары сначала на туапсинском направлении, затем на Орджоникидзе.

### Оборона Туапсе

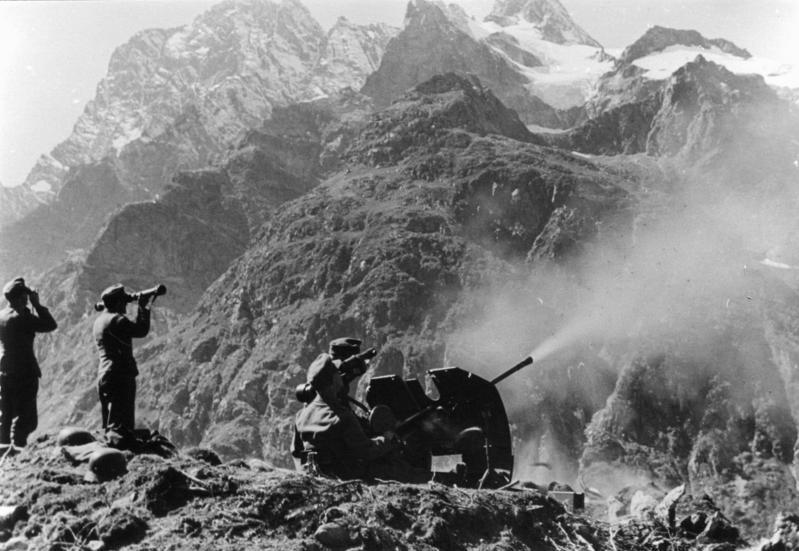
Огонь немецкой зенитной артиллерии, сентябрь 1942 года

25 сентября 1942 года, после двухдневной мощной авиационной бомбардировки силами 4-го воздушного флота, в направлении Туапсе против войск советской Черноморской группы (18-я армия, 47-я армия и 56-я армия) перешла в наступление 17-я немецкая армия, предварительно усиленная двумя немецкими и двумя румынскими пехотными дивизиями, а также горнопехотными частями, объединёнными в дивизионную группу под командованием генерала Ланца. Через 5 дней тяжёлых боёв немецко-румынским войскам удалось прорвать на некоторых участках оборону 18-й и 56-й армий. Над Туапсе нависла угроза захвата. 4 октября Ставка отдала приказ войскам Черноморской группы нанести контрудары из района Рожет, Маратуки в направлении на Красное Кладбище и из района Белой Глины на Первомайский и Хадыженскую. К 9 октября немецкие и румынские войска были остановлены на всех направлениях. 14 октября немецкие войска вновь перешли в наступление, оттеснив в его ходе 18-ю и несколько потеснив 56-ю армии. Советские войска попытались нанести контрудар по вражеской группировке, и к 23 октября немецко-румынские войска были остановлены, а 31 октября перешли к обороне.
Подтянув резервы, 17-я немецкая армия попыталась вновь прорваться к Туапсе и в середине ноября перешла в наступление. Немецко-румынским войскам удалось вклиниться в оборону 18-й армии до 8 км в глубину, однако их силы достаточно быстро иссякли. 26 ноября советские войска перешли в наступление, и при помощи Черноморского флота и сил 5-й воздушной армии к 17 декабря разгромили немецкую группировку и отбросили её остатки за реку Пшиш. Немецкое командование отдало приказ перейти к обороне на всём фронте Черноморской группы войск.

### Нальчикско-Орджоникидзевская операция
25 октября немецкая 1-я танковая армия перешла в наступление в направлении Нальчика. На руку немцам сыграл тот факт, что им удалось скрытно провести перегруппировку войск, в результате чего советское командование оказалось не готовым к удару на этом направлении. Прорвав слабую оборону 37-й армии, немецкие войска 27 октября захватили Нальчик, 2 ноября — Гизель. В этом районе немецкое командование сосредоточило большие танковые силы, пытаясь расширить прорыв, однако успеха не достигло. 5 ноября советские войска остановили продвижение противника. Воспользовавшись благоприятной обстановкой, советское командование попыталось окружить гизельскую группировку. 11 ноября была отбита Гизель, но немецкие войска отошли за реку Фиагдон. Была сорвана последняя попытка немецко-румынских войск прорваться к Грозненскому и Бакинскому нефтяным районам и в Закавказье.
После попытки немецкого прорыва в Закавказье советское командование решило нанести контрудары по немецко-румынским войскам из района Гизеля на моздокском направлении. 13 ноября перешли в наступление части 9-й армии, но в течение десяти суток не сумели прорвать вражескую оборону, а лишь вклинились на глубину до 10 км, выйдя на восточный берег рек Ардон и Фиагдон. В связи с этими неудачами и плохим командованием 15 ноября в Ставку Верховного Главнокомандования были вызваны командующий Закавказским фронтом генерал армии И. В. Тюленев и командующий Северной группой войск генерал-лейтенант И. И. Масленников, которые получили новые задачи — прочно прикрывая основные направления на Грозный и Орджоникидзе, нанести удары на обоих флангах и разгромить моздокскую и алагирскую группировки немецких войск. 27 ноября части 9-й армии перешли в наступление в общем направлении на Дигору. 4 декабря они предприняли новые атаки, но и на этот раз были вынуждены прекратить наступление. По мнению советских историков, неуспех операции объяснялся неудачным выбором направления главных ударов. Эти неудачи вынудили советское командование отложить крупное контрнаступление на моздокском направлении до января.

## Итоги 1-го этапа битвы за Кавказ

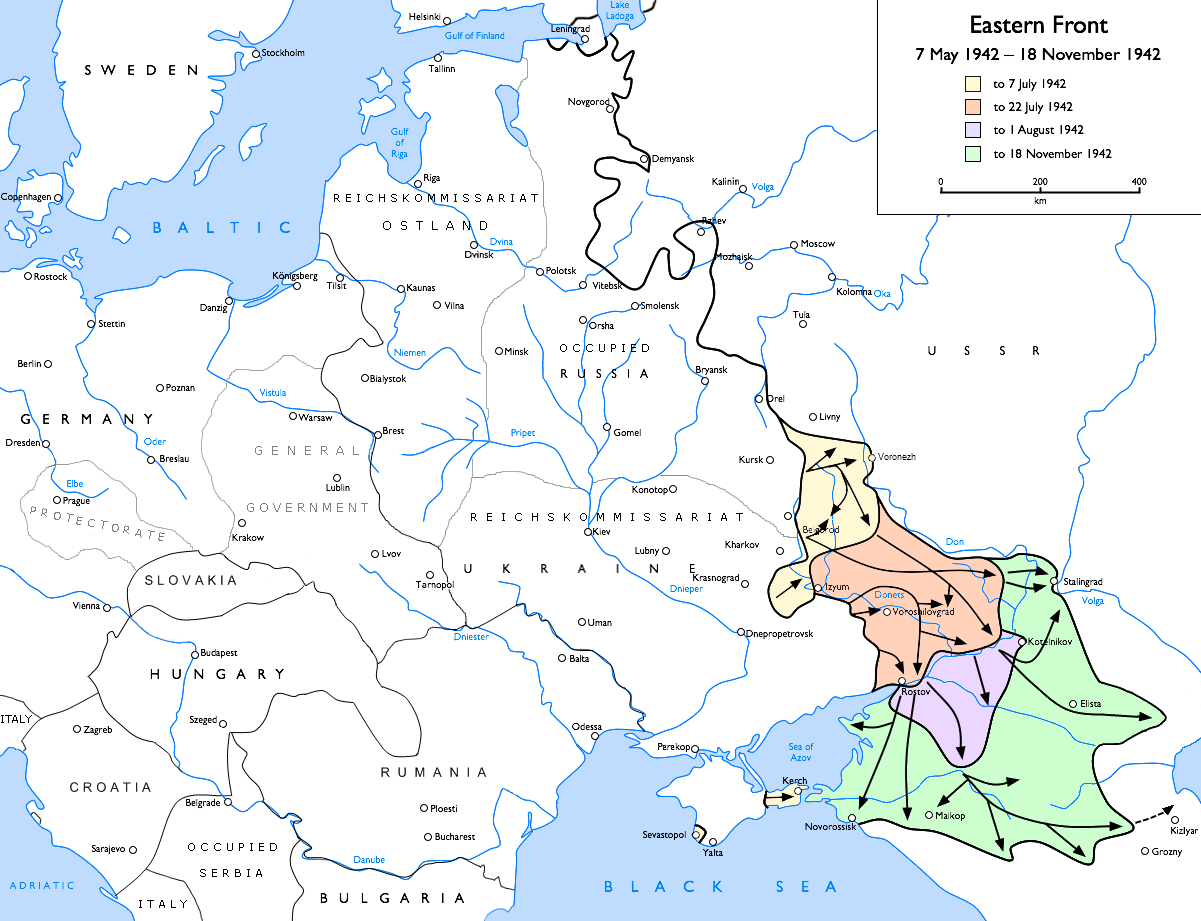
Итоги первого этапа битвы за Кавказ

Первый этап битвы за Кавказ проходил с июля по декабрь 1942 года. Немецко-румынские войска, понеся большие потери, сумели занять значительную территорию и выйти к предгорьям Главного Кавказского хребта и к реке Терек. Однако же в целом немецкий план «Эдельвейс» провалился. Всего за 1-й этап сражения группа армий «A» потеряла убитыми почти 100 тыс. человек; немцам не удалось прорваться в Закавказье и на Ближний Восток. Турция так и не решилась вступить в войну на стороне Третьего рейха. Потери советских войск в оборонительным этапе битвы составили 192 791 человек безвозвратные, 181 120 человек санитарные.
Одним из факторов неудачи немцев на Кавказе было то, что немецкое командование уделяло главное внимание битве под Сталинградом, где события разворачивались отнюдь не лучшим образом для вермахта. В сентябре 1942 года, для защиты флангов группы армий «B» под Сталинградом, с кавказского направления была переброшена 3-я румынская армия. В декабре 1942 года, в связи с неудачами под Сталинградом, с кавказского фронта также были сняты и некоторые немецкие соединения, в результате чего немецкая группировка на Кавказе ещё больше ослабла, и к началу 1943 года стала уступать советским войскам в численности — как в личном составе, так и в технике и вооружении.
Командование германской группы армий «А» предполагало создать «тыловую оборонительную позицию на зиму». В октябре 1942 года был составлен план размещения войск группы армий «А» и их снабжения на зиму 1942—1943 годов. Немцы стремились создать сплошной фронт севернее Главного Кавказского хребта, связывающий линией обороны соединения 1-й танковой армии с войсками 49-го горнопехотного корпуса и вплоть до района Туапсе с соединениями 17-й армии, через Черкесск.

## Расстановка сил во 2-м этапе битвы

### СССР
- Южный фронт второго формирования (командующий — А. И. Ерёменко) образован 31 декабря 1942 на базе расформированного Сталинградского фронта. К 1 января 1943 в Южный фронт входили 28-я армия, 51-я армия, 5-я ударная армия и 2-я гвардейская армия. Авиация фронта состояла из 8-й воздушной армии. 6 февраля из вновь созданного Северо-Кавказского фронта второго формирования Южному фронту была передана 44-я армия.
- Закавказский фронт (командующий — И. В. Тюленев). Войска фронта с конца лета 1942 года были разделены на две группы: Северную и Черноморскую. К 1 января 1943 в Закавказский фронт входили 9-я армия, 18-я армия, 37-я армия, 44-я армия, 46-я армия, 47-я армия, 56-я армия, 58-я армия, 4-й Кубанский гвардейский кавалерийский корпус и 5-й Донской гвардейский кавалерийский корпус. Авиация фронта состояла из 4-й воздушной армии и 5-й воздушной армии. 24 января Северная группа войск Закавказского фронта была преобразована во вновь созданный Северо-Кавказский фронт второго формирования. 5 февраля 1943 и Черноморская группа войск Закавказского фронта тоже была передана Северо-Кавказскому фронту[30], после чего в составе Закавказского фронта остались 45-я армия, 13-й стрелковый корпус, 15-й кавалерийский корпус и 75-я стрелковая дивизия.
- Северо-Кавказский фронт второго формирования (командующий — И. И. Масленников, с мая 1943 — И. Е. Петров) образован 24 января из Северной группы войск Закавказского фронта. 5 февраля 1943 и Черноморская группа войск Закавказского фронта передаётся Северо-Кавказскому фронту, где временно образуется Черноморская группа войск Северо-Кавказского фронта. В Северо-Кавказский фронт вошли 9-я армия, 37-я армия, 44-я армия, 4-й Кубанский гвардейский кавалерийский корпус, 5-й Донской гвардейский кавалерийский корпус и 4-я воздушная армия. 6 февраля 44-я армия передана Южному фронту. 15 марта 1943 расформировывается полевое управление Черноморской группы войск Северо-Кавказского фронта, войска которой окончательно передаются Северо-Кавказскому фронту.
- Черноморский флот (командующий — Ф. С. Октябрьский). В него также входила Азовская военная флотилия. Флот имел в своём составе 1 линейный корабль, 4 крейсера, лидер, 7 эсминцев, 29 подводных лодок, 69 торпедных катеров, а также другие малые боевые корабли. ВВС Черноморского флота имели в своём составе 248 самолётов.

### Германия и союзники
- Группа армий «A» (командующий — Э. фон Клейст). В неё входили 17-я армия и 1-я танковая армия — всего 32 пехотных, 3 танковых и 3 моторизованных дивизии. Авиационную поддержку оказывал 4-й воздушный флот, который имел в своём составе 900 самолётов. В начале февраля 1943 1-я танковая армия, успешно избежав окружения, вышла с Кубани в районе Азова и в боях на Кубани более участия не принимала.
- Объединённые немецко-румыно-итальянские военно-морские силы на Чёрном море насчитывали 1 вспомогательный крейсер, 7 эсминцев и миноносцев, 12 подводных лодок, 18 торпедных катеров и значительное количество малых боевых кораблей.

## Начало советского контрнаступления

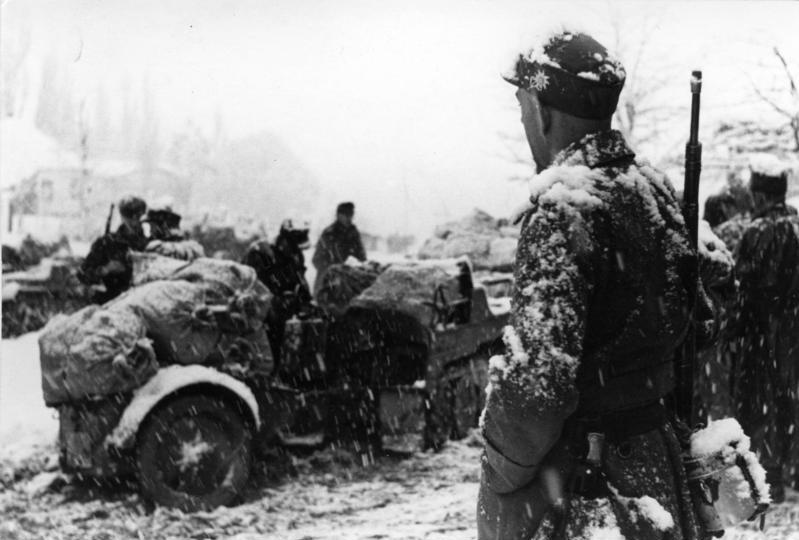
Бойцы немецкой 1-й горнопехотной дивизии, 22 декабря 1942 года

К началу 1943 года стратегическая обстановка на кавказском направлении советско-германского фронта была благоприятной для окружения и полного разгрома крупной немецкой группировки на Северном Кавказе. Войска Сталинградского фронта (1 января 1943 года переименован в Южный фронт) в результате успешного развития событий в битве под Сталинградом к началу 1943 года вышли на рубеж Лозной — Приютное, создав угрозу тылам немецкой группировки на Кавказе. Это обстоятельство вынудило Гитлера разрешить командованию группы армий «A» спланировать мероприятия по подготовке отхода с тем условием, что они не ослабят силу сопротивления. Замысел операции советского командования заключался в том, чтобы согласованными ударами войск Южного и Закавказского фронтов с северо-востока, юга и юго-запада расчленить и разгромить главные силы группы армий «A», не допустив её отхода с Северного Кавказа.
1 января 1943 года войска Южного фронта перешли в наступление на ростовском и сальском направлениях. Немецкая 1-я танковая армия, стремясь избежать окружения, под прикрытием сильных арьергардов начала отходить в направлении на Ставрополь. 3 января перешли в наступление войска Северной группы Закавказского фронта (44-я армия, 9-я армия, 37-я армия, 4-й гвардейский Кубанский казачий кавалерийский корпус, 5-й гвардейский Донской казачий кавалерийский корпус и 4-я воздушная армия).
Преследуя противника, 58-я армия овладела Моздоком и совместно с соединениями Северной группы начала преследование противника на всем 320-километровом фронте. Однако немецкие соединения сумели оторваться от советских войск. Этому способствовало то обстоятельство, что преследование началось с опозданием на двое суток и осуществлялось без должной решительности и организованности. Управление советскими соединениями нарушилось, части перемешались. За трое суток войска Северной группы продвинулись на некоторых участках лишь на 25—60 км.. Тем не менее, войска немецкого 49-го горнопехотного корпуса отступали с кавказских перевалов, не имея возможности даже забрать с собой свою артиллерию, поскольку их лошади и мулы пали от голода и болезней, а полугусеничных тягачей не хватало.

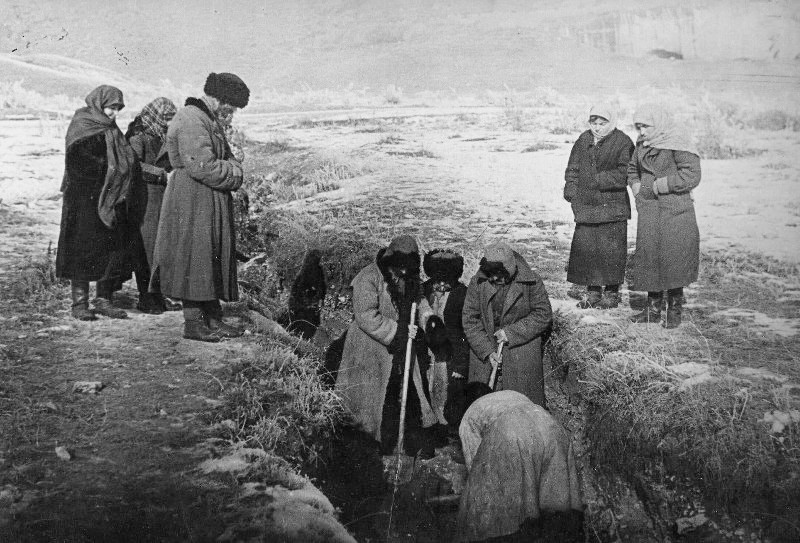
Жители Кисловодска раскапывают трупы своих родственников, расстрелянных фашистами у Кольца-Горы. Январь 1943 года.

Развивая преследование, соединения Северной группы при поддержке 4-й воздушной армии к середине января освободили города Георгиевск, Минеральные Воды, Пятигорск и Кисловодск.

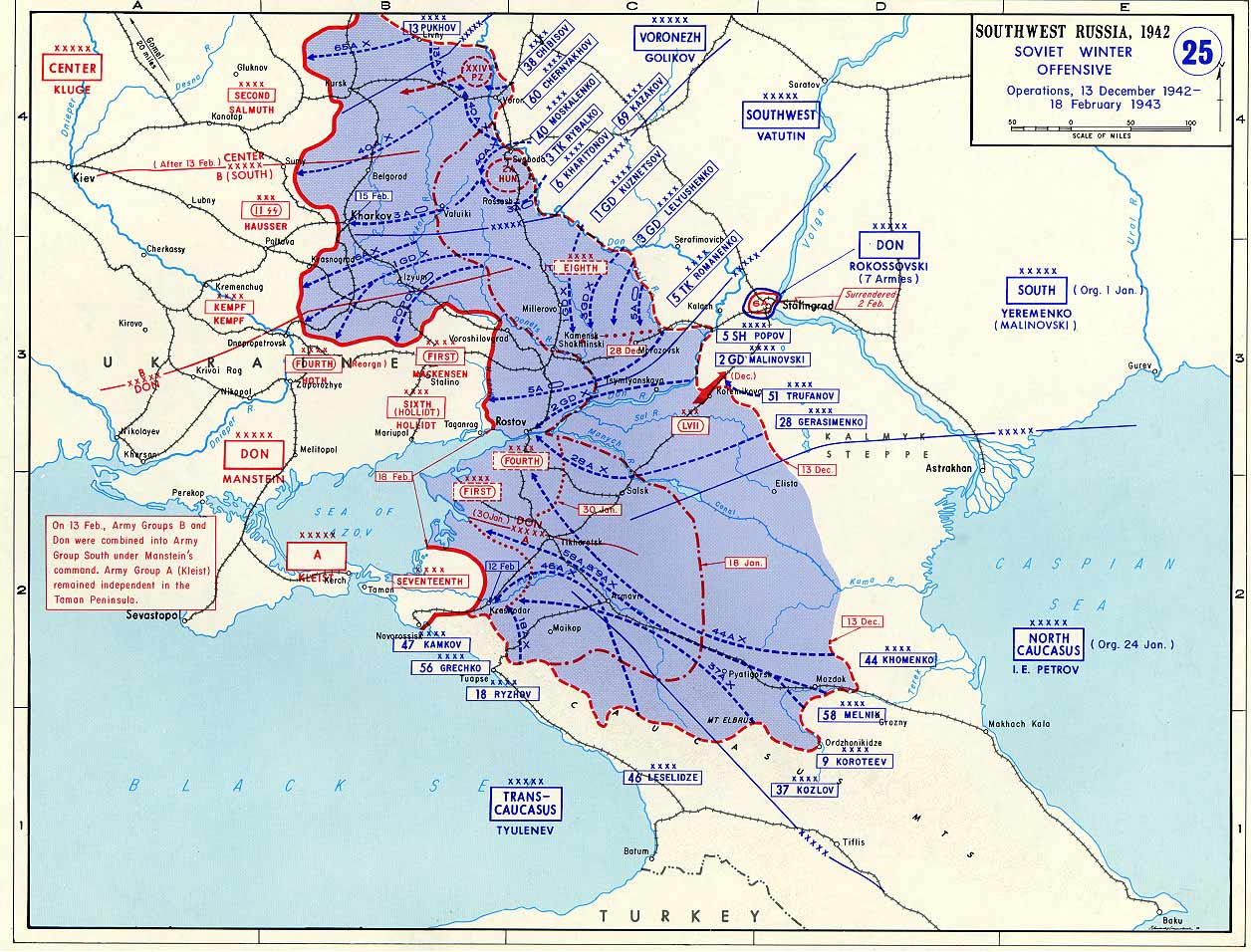
Советское наступление: 13 декабря 1942 — 13 февраля 1943

Из-за не очень успешного наступления советской армии немцам удалось организованно отойти на укреплённый рубеж обороны по рекам Кума и Золка, где с 8 по 10 января войскам Северной группы пришлось вести упорные бои. Лишь 21 января 44-я армия при поддержке партизан освободила Ставрополь. 23 января конно-механизированная группа вышла в район Сальска, совершив 200-километровый бросок, где соединилась с подошедшими частями 28-й армии Южного фронта. 24 января Северная группа войск была преобразована в Северо-Кавказский фронт, который получил задачу — войсками правого крыла (44-я, 58-я армии и конно-механизированная группа) развивать удар на Тихорецк, станицу Кущёвская, нанести поражение отступавшим частям немецкой 1-й танковой армии и во взаимодействии с частями Южного фронта овладеть Батайском, Азовом и Ростовом-на-Дону. Немецкое командование, пытаясь избежать окружения своих войск, бросило против Южного фронта части 4-й танковой армии группы армий «Дон». Сил Южного фронта для успешного выполнения операции и окружения немецких частей оказалось недостаточно. Тем временем, войска 37-й армии, преодолевая упорное сопротивление противника, начали обход Краснодара с севера, и к 4 февраля вышли на рубеж 30—40 км северо-восточнее Краснодара в районы Раздольная, Воронежская. Войска Северо-Кавказского фронта почти вплотную приблизились к Азовскому морю в районах Новобатайска, Ейска и Ясенки.

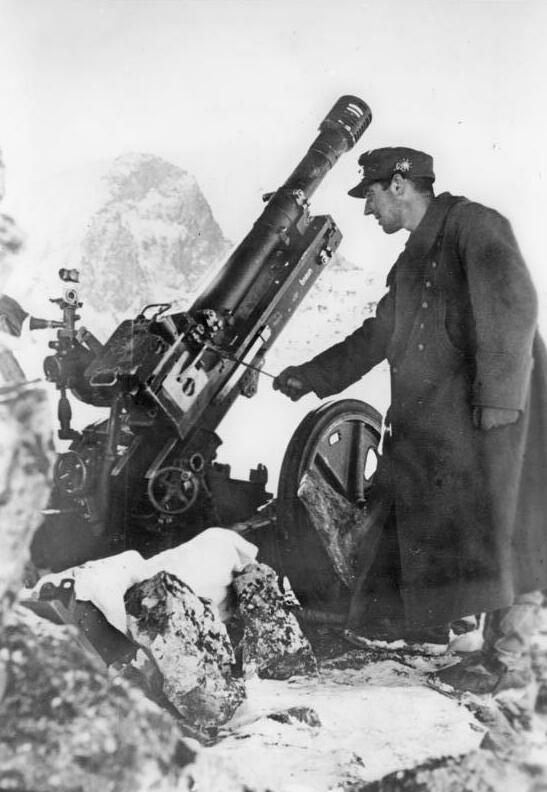
Артиллерист 1-й горнопехотной дивизии вермахта в горах Северного Кавказа (высота 3000 м), 21 января 1943 года

 Силам Черноморской группы (46-я армия, 18-я армия, 47-я армия, 56-я армия, 5-я воздушная армия) Закавказского фронта тоже не удалось перегруппироваться и перейти в наступление в срок. 11—12 января на вспомогательном направлении из района северо-восточнее Туапсе перешли в наступление ударные группировки 46-й и 18-й армий. Немецкой 17-й армии удалось отразить первоначальные атаки. Успешнее развивалось наступление 56-й армии — за семь дней боёв она прорвала немецкую оборону в районе Горячего Ключа и, продвинувшись на 30 км, вышла на ближние подступы к Краснодару. Для того, чтобы не дать уйти немецким войскам в Крым через Керченский пролив, Ставка ВГК приказала Черноморской группе Закавказского фронта главными силами овладеть Новороссийском и освободить Таманский полуостров, а правофланговыми соединениями выйти в район Краснодара. 29 января был освобождён Майкоп. К 4 февраля войска Черноморской группы вышли на рубеж реки Кубань и в район станицы Усть-Лабинская.
В целом немецким войскам удалось избежать окружения и отойти в западную часть Краснодарского края и в район севернее Ростова. Несмотря на это, результаты Северо-Кавказской операции имели большое политическое значение. Были сорваны планы немецкого командования на дальнейшее наступление на Кавказе, на которое оно теперь не имело сил.

## Советское наступление на Кубани
В начале февраля советское командование поставило перед своими войсками новые задачи и провело перегруппировку войск. 44-я армия и конно-механизированная группа были включены в Южный фронт, а Черноморская группа войск передана Северо-Кавказскому фронту. Оставшиеся войска Закавказского фронта получили задачу охранять Черноморское побережье, советско-турецкую границу и руководить войсками в Закавказье и Иране. Северо-Кавказский фронт получил задачу разгромить краснодарско-новороссийскую группировку немецких войск.
Войска Южного фронта 7 февраля перешли в наступление с целью овладения городами Батайск и Ростов-на-Дону. К утру 8 февраля был освобождён Батайск, а соединения 28-й армии вышли на левый берег Дона. Планируя окружить немецкие войска в районе Ростова-на-Дону, советское командование выдвинуло в обход города с северо-востока 2-ю гвардейскую и 51-ю армии, а с юго-запада — 44-ю армию и конно-механизированную группу. Немецким войскам удалось избежать окружения и отойти на заранее укреплённую позицию на линии р. Миус (см. Миус-фронт). 13 февраля советские войска вошли в Ростов.

### Десант на «Малой Земле»
С 26 января по 6 февраля 47-я армия безуспешно пыталась прорвать немецкую оборону, с целью овладения Новороссийском. Для помощи сухопутным войскам 4 февраля силами Черноморского флота в районе Новороссийска был высажен морской десант. В ходе ожесточённых боёв плацдарм был расширен до 28 км², и на него были выброшены дополнительные подразделения, в том числе 18-я армия.
4—15 февраля 1943 года была проведена десантная операция в районе Новороссийска. Её целью было содействие войскам, наступавшим севернее. Основной десант намечалось высадить в районе Южной Озерейки, демонстративный (вспомогательный) — на западном берегу Цемесской бухты, в районе предместья Новороссийска — Станички. Высадку десантов обеспечивали корабли Черноморского флота. Авиационное обеспечение возлагалось на ВВС Черноморского флота (137 самолётов) и 5-ю воздушную армию (30 самолётов).
В ночь на 4 февраля началась высадка десанта в намеченных районах. Однако из-за сильного шторма высадить основной десант в полном составе в районе Южной Озерейки не удалось. Более успешно развёртывались события в районе высадки вспомогательного десанта: отряд Цезаря Куникова успел занять небольшой плацдарм в районе Станички. Вместе с войсками на плацдарм высадились партизаны из новороссийской группы партизанских отрядов под командованием секретаря Новороссийского горкома ВКП(б) П. И. Васева. Демонстративный десант стал основным. Плацдарм был расширен до 4 км по фронту и до 2,5 км в глубину, впоследствии он получил название «Малая земля» (участок местности на западном берегу Новороссийской (Цемесской) бухты и южной окраине Новороссийска), где с 4 февраля по 16 сентября 1943 г. советские войска вели героические бои. На плацдарме, по свидетельству очевидцев, не было «ни метра площади, куда бы не свалилась бомба, не упала мина или снаряд» (Брежнев).

### Краснодарская операция
9 февраля войска Северо-Кавказского фронта перешли в наступление на Краснодар. Наибольшего успеха в первые дни наступления добилась 37-я армия, которой удалось сломить обороняющегося противника и создать угрозу его войскам под Краснодаром. 12 февраля силами 12-й и 46-й советских армий был взят Краснодар. Немецкое командование начало отводить свои войска на Таманский полуостров, одновременно при поддержке авиации нанося контрудары по советским силам, из которых сильнее всего пострадала 58-я армия. Советский флот и авиация пытались полностью парализовать связь между немецкими соединениями на Таманском полуострове и в Крыму, однако выполнить эту задачу не удалось. Во второй половине февраля сопротивление немецких войск, основу которых составляла 17-я армия, резко возросло.
23 февраля силы Северо-Кавказского фронта предприняли новое наступление, однако оно не принесло ожидаемого результата. С 28 февраля до 4 марта войска 17-й немецкой армии при поддержке авиации предприняли сильные контратаки, особенно в полосе 58-й армии, и частично сумели оттеснить её. Удары советских 37-й и 9-й армий вынудили немцев в ночь на 9 марта начать отход на подготовленный рубеж обороны. В ходе преследования отступавшей 17-й армии советские войска овладели важными узлами обороны и к середине марта вышли к новому оборонительному рубежу немецких войск в 60—70 км западнее Краснодара, но прорвать его не смогли. 16 марта войска Северо-Кавказского фронта перешли к обороне и начали подготовку новой наступательной операции с целью разгрома немецких войск на Таманском полуострове.

### Бои на «Голубой линии»
С целью удержания Таманского плацдарма немцы возвели оборонительный рубеж — т. н. «Голубую линию». Ожесточённые бои на «Голубой линии» продолжались с небольшими перерывами с февраля по сентябрь 1943 года.
Общая численность Таманской группировки немецко-румынских войск, в которую входила 17-я армия и часть сил 1-й танковой армии, достигала 400 тыс. человек Немецкое командование создало мощный узел обороны в районе станицы Крымская. Сюда были дополнительно переброшены ранее находившиеся в резерве две немецкие пехотные и румынская кавалерийская дивизии.
4 апреля войска Северо-Кавказского фронта перешли в наступление, однако сразу же наткнулись на упорное сопротивление немецко-румынских войск. С начала апреля по май советские войска продолжали проводить атаки с целью разгрома группировки противника на Таманском полуострове.
4 мая войска 56-й армии освободили станицу Крымская — важный узел коммуникаций на Таманском полуострове. В начале июня советские войска по указанию Ставки перешли к обороне, так и не выполнив до конца поставленной задачи.
После перегруппировки, пополнений и переформирований советских войск, в июле 1943 года наступательные бои на «Голубой линии» возобновились и длились до решающего наступления в сентябре 1943 года.

### Воздушные сражения
Не имея достаточных сил для удержания таманского плацдарма, немецкое командование рассчитывало сорвать готовившееся наступление советских войск с помощью сил авиации. Для этой цели на аэродромах Крыма и Таманского полуострова было сосредоточено до 1 тыс. боевых самолётов 4-го воздушного флота. Сюда были переброшены дополнительные силы авиации с других фронтов.
4 апреля войска Северо-Кавказского фронта перешли в наступление, однако сразу же наткнулись на упорное сопротивление немецко-румынских войск. Особенно сильные удары наносила немецкая авиация. Пользуясь временным затишьем 17 апреля, крупная немецкая группировка перешла в наступление с целью ликвидировать советский плацдарм в районе Мысхако и уничтожить 18-ю армию. Для отражения наступления советское командование привлекло крупные силы авиации — были дополнительно привлечены в этот район части 8-й и 17-й воздушных армий.
С 17 по 24 апреля в небе над Кубанью разыгралось крупное авиационное сражение, которое выиграла советская авиация. Воспользовавшись победой в воздухе, части 18-й армии к 30 апреля восстановили положение в районе Мысхако.

### Эвакуация «Голубой линии»
Успешное наступление советских войск на Украине весной 1943 поставило таманскую группировку вермахта в тяжёлое положение. 3 сентября 1943 года Гитлер дал приказ на вывод войск с Кубани. Несмотря на все усилия Красной Армии помешать этому, через Керченский пролив в Крым было переправлено 260 тыс. солдат, 70 тыс. лошадей, вся техника, артиллерия и запасы продовольствия. Оставить пришлось лишь фураж для лошадей. Выведенные с Тамани войска были направлены на оборону Перекопских перешейков Крыма. Эвакуация продолжалась до самого 9 октября.

## Завершающие бои у Новороссийска и на Тамани
Советское наступление началось в ночь на 10 сентября высадкой морского десанта в Новороссийском порту. Части 18-й армии перешли в наступление восточнее и южнее города. В ночь на 11 сентября был высажен второй эшелон десанта. В этот же день перешли в наступление войска 9-й армии, наносившие удар на Темрюк, а 14 сентября — войска 56-й армии, действовавшие на центральном участке «Голубой линии».
15 сентября в Новороссийске соединились восточная и западная группировки 18-й армии, на следующий день город был полностью освобождён. К 9 октября 56-я армия овладела всей северной частью Таманского полуострова и вышла к Керченскому проливу. На этом полностью завершились бои на Кавказе.

## Итоги 2-го этапа Битвы за Кавказ

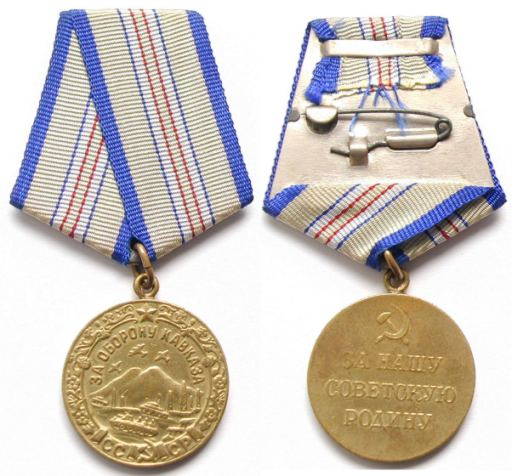
Медаль «За оборону Кавказа», аверс и реверс

В целом второй этап сражения на Кавказе стал довольно успешным для советских войск. Были полностью освобождены Краснодарский край, Калмыкия, Чечено-Ингушетия, Северная Осетия, Кабардино-Балкария, Ростовская область, Ставропольский край, Черкесская АО, Карачаевская АО и Адыгейская АО. Под контроль советского правительства были возвращены нефтяные промыслы Майкопа, а также важнейшие сельскохозяйственные районы страны.
После возвращения советской власти на Кавказ по обвинению в массовом коллаборационизме были полностью депортированы в Сибирь и Среднюю Азию чеченцы, ингуши, карачаевцы, балкарцы, калмыки. Автономии этих народов были ликвидированы (см. Депортации народов в СССР).
Победа в битве за Кавказ упрочила южный фланг советско-германского фронта, в ней было достигнуто тесное взаимодействие сухопутных войск с авиацией, флотом и партизанами. Тысячи солдат были награждены медалью «За оборону Кавказа», учреждённой Указом Президиума Верховного Совета СССР 1 мая 1944 года.
За умелое руководство войсками в ходе боёв за Кавказ и Кубань 1 февраля 1943 года командующий немецкими войсками на Кубани Э. фон Клейст был произведён в чин генерал-фельдмаршала.
В феврале 1943 года группой советских альпинистов из состава 46-й армии были сняты с вершин Эльбруса немецкие флаги и установлены флаги СССР (13 февраля 1943 года советский флаг был водружён на западной вершине группой под руководством Н. Гусака, а 17 февраля 1943 года — на восточной, группой под руководством А. Гусева).

## Память
- Музей обороны Туапсе

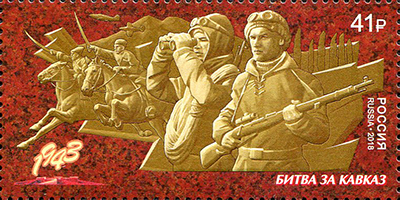
Почтовая марка России 2018 года из серии «Путь к Победе», посвящённая Битве за Кавказ

В России 9 октября является днём воинской славы — Днём разгрома советскими войсками немецко-фашистских войск в битве за Кавказ.

## Отражение в культуре

### В кино
- «Товарищи под знаком Эдельвейса» (1943) — д/ф, Германия
- «Прерванная песня» (1960) — х/ф, Чехословакия, СССР
- «Белый взрыв» (1969) — х/ф, СССР
- «Баллада о старом оружии» (1986) — х/ф
- «Великая война» (2010) — сериал, докудрама, 1 сезон, эпизод 8 «Битва за Кавказ»